# Eatonville (Florida)
Eatonville ist eine Stadt im Orange County im US-Bundesstaat Florida. Das U.S. Census Bureau hat bei der Volkszählung 2020 eine Einwohnerzahl von 2.349 ermittelt.

## Geographie
Eatonville grenzt im Norden an Maitland und liegt etwa zehn Kilometer nördlich von Orlando.

## Demographische Daten
Laut der Volkszählung 2010 verteilten sich die damaligen 2159 Einwohner auf 834 Haushalte. Die Bevölkerungsdichte lag bei 830,4 Einw./km². 12,2 % der Bevölkerung bezeichneten sich als Weiße, 84,5 % als Afroamerikaner und 0,7 % als Asian Americans. 1,4 % gaben die Angehörigkeit zu einer anderen Ethnie und 1,1 % zu mehreren Ethnien an. 9,1 % der Bevölkerung bestand aus Hispanics oder Latinos.
Im Jahr 2010 lebten in 39,9 % aller Haushalte Kinder unter 18 Jahren sowie 34,7 % aller Haushalte Personen mit mindestens 65 Jahren. 73,4 % der Haushalte waren Familienhaushalte (bestehend aus verheirateten Paaren mit oder ohne Nachkommen bzw. einem Elternteil mit Nachkomme). Die durchschnittliche Größe eines Haushalts lag bei 2,92 Personen und die durchschnittliche Familiengröße bei 3,34 Personen.
27,4 % der Bevölkerung waren jünger als 20 Jahre, 23,6 % waren 20 bis 39 Jahre alt, 29,1 % waren 40 bis 59 Jahre alt und 19,8 % waren mindestens 60 Jahre alt. Das mittlere Alter betrug 39 Jahre. 47,8 % der Bevölkerung waren männlich und 52,2 % weiblich.
Das durchschnittliche Jahreseinkommen lag bei 28.333 $, dabei lebten 34,4 % der Bevölkerung unter der Armutsgrenze.
Im Jahr 2000 war Englisch die Muttersprache von 91,63 % der Bevölkerung und spanisch sprachen 8,37 %.

## Sehenswürdigkeiten
Am 3. Februar 1998 wurde das Eatonville Historic District in das National Register of Historic Places eingetragen.

## Verkehr
Eatonville wird von der Interstate 4 sowie von der Florida State Road 434 durchquert bzw. tangiert. Der nächste Flughafen ist der Orlando International Airport (rund 30 km südlich).

## Kriminalität
Die Kriminalitätsrate lag im Jahr 2010 mit 635 Punkten (US-Durchschnitt: 266 Punkte) im hohen Bereich. Es gab einen Mord, eine Vergewaltigung, zwei Raubüberfälle, 26 Körperverletzungen, 39 Einbrüche, 72 Diebstähle und elf Autodiebstähle.

## Söhne und Töchter der Stadt
- Deacon Jones (1938–2013), American-Football-Spieler
- Zora Neale Hurston (1891–1960), Schriftstellerin